# Усковское
Усковское — деревня в Пировском районе Красноярского края. Входит в состав Кириковского сельсовета.

## География
Деревня находится на расстоянии примерно 12 км (по прямой) к юго-востоку от села Пировское, административного центра района.

### Климат
Климат резко континентальный. Самый теплый месяц — июль, со средней температурой +17,8 °С, с абсолютным максимумом +34,6 °С. Самый холодный месяц — январь: средняя температура составляет –20,1 °С, абсолютный минимум –52,5 °С.

## История
Деревня основана в 1909 году. Носила наименования Алексеевская и Татарская. В 1926 году проживало 297 жителей, преимущественно мордва.  В советское время действовал колхоз имени Ворошилова.

## Население
| 2010 |
| ---- |
| 116  |

### Национальный состав
Согласно результатам переписи 2002 года, в национальной структуре населения русские составляли 55 % из 97 чел., татары — 42 %.